# 다이노 파워즈
《다이노 파워즈》(영어: DinoPowers, 중국어: 心奇爆龙战车)는 스튜디오 도파라가 제작한 대한민국 3D 애니메이션으로, 1기는 2022년 6월 2일부터 12월 30일까지 KBS 1TV에 방영했다가, 2기는 2023년 7월 20일부터 2024년 3월 28일까지 KBS 2TV에서, 3기는 4월 4일부터 10월 29일까지 같은 채널에서 방영했고, 4기는 2025년 1월 22일부터 역시 같은 채널에서 방영 중이다.

## 방송 일시
| 방송 채널 | 방송일                             | 방송 시간             |
| --------- | ---------------------------------- | --------------------- |
| KBS 1TV   | 2022년 6월 2일 ~ 12월 30일         | 종료                  |
| KBS 2TV   | 2023년 7월 20일 ~ 2024년 10월 29일 | 종료                  |
| KBS 2TV   | 2025년 1월 22일 ~ 8월 27일         | 매주 수 오후 5시 15분 |

## 줄거리
그리 멀지 않은 미래, 과학기술이 급속히 발전해 사람들은 유전공학으로 살려낸 공룡들을 애완동물처럼 기르며 산다. 평범한 초등학생인 주인공 최강도 그 중 1명으로 귀여운 아기 공룡인 티라노와 함께 가족처럼 지내고 있다.
어느 날 밤, 똑똑하고 창문을 두드리는 소리와 함께 큐브가 날아 들어오더니 찬란한 빛을 발하며 팔찌로 변해 최강의 손목에 채워진다. 큐브 팔찌의 힘으로 티라노를 기계화된 공룡으로 변신시킬 수 있고, 특수 고글을 이용해 인간들의 일상에 스며들어 사건사고를 일으키는 싸이몬을 볼 수 있다는 사실을 깨닫는데 얼마 걸리지 않는다.
다이노와 인간이 공존하는 현세계와 괴물들이 사는 반대편의 평행세계. 두세계의 경계를 허물려는 안티를 막기 위해 큐브에 의해 선택된 4명의 영웅들. 그들은 힘을 합쳐 '다이노 파워즈'를 결성해 괴물들에 맞서 싸운다!
평행세계와 인간세계의 경계를 허물려는 안티에 맞서 세상을 구해낼 유일한 존재인 다이노 파워즈의 활약이 지금 시작된다!

## 등장인물
- 최강
- 반디
- 시원
- 동해
- 티라노
- 트리
- 안킬로
- 브라키오
- 파이로
- 볼타
- 로카
- 무케
- 싸이몬

## 목소리 출연
- 심규혁: 최강
- 신용우: 시원
- 민승우: 동해
- 송하림: 반디
- 이규창: 안티, 매트릭 파키케팔로
- 안효민: 파이로, 제노트리케라
- 권창욱: 무케, 아크스테고, 판크
- 이명호: 님다, 하늬, 나르
- 장예나: 스컬스, 슬래머
- 홍승효: 부트, 매트릭 테리지
- 김혜성: 훅스, 제노티라노, 매트릭 엑스커
- 김도희: 루시
- 최한: 다이노봇
- 박시윤: 티노

## 제작진
- 책임 프로듀서: 김자현1기(1~26화), 손수희2,3기(27~60화)  이태헌(61~현재)
- 프로듀서, 연출: 목훈1기(1~26화), 이순주2기(27~51화) 황정연2,3기(52~84화) 박창(85~현재)
- 기획: 스튜디오 도파라 (원작/제작)
- 제작 총괄: 이희승
- 감독: 김진철
- 총괄 슈퍼바이저: 정성호
- 시나리오: 허성진, 고은섭, 박준규, 김나윤
- 스토리보드 슈퍼바이저: 조수제, 김성경
- 스토리보드: 김성경, 최지원, 안상욱, 공영석, 류제경, 이의국, 조연우, 서유연, 한송이, 쏘울크리에이티브
- 디자인 슈퍼바이저: 박찬신
- 디자인: 조연우, 서유연 한송이
- 모델링&텍스처 슈퍼바이저: 송희권
- 모델링&텍스처: 강선응, 한누리, 조준형, 강정은, 이은호
- 리깅: 이정훈, 박병섭, 하태성
- 애니메이션 슈퍼바이저: 이성국, 김민성, 박지혁
- 애니메이션: 김민성 , 김채원, 신은정 권수빈, 유시아, 이원종, 신채하, 권은진, 한아름, 이소라, 이차연, 김지구
- Whale light / Round Box / Motion circus / Enspire
- 렌더링 슈퍼바이저: 조성복
- 렌더링: 김지원 박혜인, 손은진
- 레벨링: 최상현, 이승은 노승택
- 테크니컬 프로그래머: 김동화
- 이펙트 슈퍼바이저: 김은호
- 이펙트: 권용욱, 손진하, 박혜인, 이지원
- 편집: 김진철
- 사운드 슈퍼바이저/음악 감독: 정지훈
- 효과음: 알레한드로 곤잘레스 멜로, 김상우 차기은
- 음악: 이희승, 정지훈, 백인보, 김상우, 알렉스 줄리안 락다이아몬드 / 알레한드로 곤잘레스 멜로
- 믹싱 / 마스터링: 알레한드로 곤잘레스 멜로 알렉스
- 오디오시스템 빌드업: 히어백 시스템
- 사업전략 기획 총괄: 이수원 최홍제
- 사업전략 기획 - 차은영
- 한국 영업 총괄: 이주동 김기태
- 마케팅 디자이너: 이영춘
- 글로벌사업 총괄 - 유키 (DOU CHUNYAN)
- 글로벌 사업: 한송이
- 경영 지원 총괄: 이호경
- 제작 협력 업체: 피티 도파라 인도네시아, 라운드 박스 / 언리얼 엔진 PT. Dofala lndonesia UNREAL ENGINE
- 제작지원: 한국콘텐츠진흥원
- 홈페이지: KBS미디어, 김하늘, 김연재
- 종합편집: 이수은
- 자막디자인: 황은서
- 조연출: 차한결
- 기획: KBS
- 제작: DOFALA ANIMATION STUDIO, 억기(EAKI)
- 제공 배급: Studio Dofala, KBS미디어(OST)
- 저작권: 2022 ~ Dofala Animation Studio all rights reserved.

## OST
- 작곡: 이희승
- 작사,편곡: 정지훈
- 오프닝곡 <나만의 파워> : 최성용(하비) <모험의 길> : 김상원 이민섭
- 엔딩곡 <샤이닝 스타> : 김도희 <어느 멋진 날> : 백지

## 방영 목록
| 회차        | 주제                               | 방송 일자        |
| ----------- | ---------------------------------- | ---------------- |
| 1화         | 어느 날 나에게 찾아온 큐브팔찌     | 2022년 6월 2일   |
| 2화         | 졸음운전을 막아라!                 | 2022년 6월 9일   |
| 3화         | 공포의 프로포즈                    | 2022년 6월 16일  |
| 4화         | 배고파 죽겠어                      | 2022년 6월 23일  |
| 5화         | 좋아요의 함정                      | 2022년 6월 30일  |
| 6화         | 물속의 검은 손                     | 2022년 7월 7일   |
| 7화         | 위험한 공사장                      | 2022년 7월 14일  |
| 8화         | 우울해지는 노랫소리                | 2022년 7월 21일  |
| 9화         | 공부의 신                          | 2022년 7월 28일  |
| 10화        | 안티의 마력                        | 2022년 8월 4일   |
| 11화        | 그림 없는 세상                     | 2022년 8월 18일  |
| 12화        | 악몽의 밸렌타인데이                | 2022년 8월 25일  |
| 13화        | 대왕메뚜기들의 습격                | 2022년 9월 1일   |
| 14화        | 멈출 수 없는 웃음                  | 2022년 9월 8일   |
| 15화        | 쇼핑은 이제 그만                   | 2022년 9월 15일  |
| 16화        | 분노로 휩싸인 도시                 | 2022년 9월 29일  |
| 17화        | 공포로 삼킨 자연                   | 2022년 10월 6일  |
| 18화        | 슬픔의 비명                        | 2022년 10월 20일 |
| 19화        | 쾌락의 끝자락                      | 2022년 10월 27일 |
| 20화        | 미지의 세계                        | 2022년 11월 3일  |
| 21화        | 고난의 연속                        | 2022년 11월 10일 |
| 22화        | 무케와 볼타의 시련                 | 2022년 11월 17일 |
| 23화        | 역전의 다이노 파워즈               | 2022년 11월 24일 |
| 24화        | 평행세계의 지배자                  | 2022년 12월 8일  |
| 25화        | 안티와 다이노봇의 대결             | 2022년 12월 15일 |
| 26화        | 최후의 결전                        | 2022년 12월 30일 |
| 27화        | 또 다른 시작                       | 2023년 7월 20일  |
| 28화        | 루시의 정체                        | 2023년 7월 27일  |
| 29화        | 얼어붙은 아이들                    | 2023년 8월 10일  |
| 30화        | 안개가 가린 다이노시티             | 2023년 8월 17일  |
| 31화        | 난폭해진 다이노들                  | 2023년 8월 24일  |
| 32화        | AI와 수상한 아이들                 | 2023년 8월 31일  |
| 33화        | 비행기를 구해라                    | 2023년 9월 7일   |
| 34화        | 메마른 땅                          | 2023년 9월 14일  |
| 35화        | 있는 그대로의 나                   | 2023년 9월 21일  |
| 36화        | 해킹당한 다이노시티                | 2023년 10월 12일 |
| 37화        | 검은 장미의 저주                   | 2023년 10월 19일 |
| 38화        | 우정의 끈을 끊지마                 | 2023년 10월 26일 |
| 39화        | 거울을 믿지마                      | 2023년 11월 2일  |
| 40화        | 황금에 현혹된 다이노시티           | 2023년 11월 9일  |
| 41화        | 빼앗긴 전투네이터                  | 2023년 11월 16일 |
| 42화        | 소름끼치는 손톱                    | 2023년 11월 23일 |
| 43화        | 파란 하늘을 돌려줘                 | 2023년 11월 30일 |
| 44화        | 날카로운 펜싱검                    | 2023년 12월 7일  |
| 45화        | 크리퍼와 부트의 비밀               | 2023년 12월 14일 |
| 46화        | 혹스와 슬래머의 비밀               | 2023년 12월 21일 |
| 47화        | 친구일까, 적일까?                  | 2023년 12월 28일 |
| 48화        | 마지막 배려                        | 2024년 1월 4일   |
| 49화        | 큐브스페이스를 지배하는 자         | 2024년 1월 11일  |
| 50화        | 안티의 최후                        | 2024년 1월 18일  |
| 51화        | 끝나지 않은 싸움                   | 2024년 1월 25일  |
| 52화        | 아크볼트의 힘을 끌어내라           | 2024년 2월 1일   |
| 53화        | 피어오르는 검은 기운               | 2024년 2월 8일   |
| 54화        | 큐브박사를 노리는 블랙안티         | 2024년 2월 15일  |
| 55화        | 다시 열린 차원의 문                | 2024년 2월 22일  |
| 56화        | 블랙안티를 따라 평행세계로!        | 2024년 2월 29일  |
| 57화        | 멈출 수 없는 게임                  | 2024년 3월 7일   |
| 58화        | 그 끝을 향해서                     | 2024년 3월 14일  |
| 59화        | 검게 물든 다이노시티               | 2024년 4월 4일   |
| 60화        | 욕망의 스티커                      | 2024년 4월 11일  |
| 61화        | 공포의 북소리                      | 2024년 4월 18일  |
| 62화        | 나 정말 널 꾸꾸까까                | 2024년 4월 25일  |
| 63화        | 검게 변한 치아                     | 2024년 5월 2일   |
| 64화        | 뜨거워지는 다이노시티              | 2024년 5월 9일   |
| 65화        | 사춘기 어른들                      | 2024년 5월 16일  |
| 66화        | 회오리 바람을 조심해!              | 2024년 5월 23일  |
| 67화        | 비를 부르는 우산                   | 2024년 5월 30일  |
| 68화        | 쉿, 쉿! 쉬잇!                      | 2024년 6월 13일  |
| 69화        | 사라졌다 나타났다하는 요술 같은 털 | 2024년 6월 20일  |
| 70화        | 속 터져 죽겠어                     | 2024년 6월 27일  |
| 71화        | 인형뽑기의 비밀                    | 2024년 7월 4일   |
| 72화        | 콜록콜록, 기침 바이러스를 조심해   | 2024년 7월 11일  |
| 73화        | 깜빡하는 사람들                    | 2024년 7월 18일  |
| 74화        | 다이노랜드의 전설                  | 2024년 7월 25일  |
| 75화        | 색깔이 변해버린 다이노시티         | 2024년 8월 13일  |
| 76화        | 피부병은 무서워                    | 2024년 8월 20일  |
| 77화        | 바퀴도둑을 잡아라                  | 2024년 8월 27일  |
| 78화        | 읽지 못하는 사람들                 | 2024년 9월 3일   |
| 79화        | 충돌하는 다이노 파워즈             | 2024년 9월 10일  |
| 80화        | 딱! 붙어버린 사람들                | 2024년 9월 24일  |
| 81화        | 맛을 못 느끼는 사람들              | 2024년 10월 8일  |
| 82화        | 코코섬과 다이노 파워즈             | 2024년 10월 15일 |
| 83화        | 불타오르는 코코섬                  | 2024년 10월 22일 |
| 84화        | 태양과 달의 힘을 모아              | 2024년 10월 29일 |
| 85화        | 다시 돌아온 지구 침략단            | 2025년 1월 22일  |
| 86화        | 한입만 주지 않을래?                | 2025년 2월 5일   |
| 87화        | 매너가 사라진 세상                 | 2025년 2월 12일  |
| 88화        | 거리를 헤메는 사람들               | 2025년 2월 19일  |
| 89화        | 집밖은 위험해                      | 2025년 2월 26일  |
| 90화        | 쓰레기와의 전쟁                    | 2025년 3월 5일   |
| 91화        | 수군수군 속닥속닥                  | 2025년 3월 12일  |
| 92화        | 느려터진 택배                      | 2025년 3월 19일  |
| 93화        | 잔소리는 너무 싫어요               | 2025년 3월 26일  |
| 94화        | 따라하지 마!                       | 2025년 4월 2일   |
| 95화        | 누가 맞는 지 내기 할래?            | 2025년 4월 9일   |
| 96화        | 도둑이야 도둑!                     | 2025년 4월 16일  |
| 97화        | 방귀도시                           | 2025년 4월 23일  |
| 98화        | 뭐가 좋을지 모르겠어               | 2025년 4월 30일  |
| 99화        | 꿈을 꾸는 사람들                   | 2025년 5월 7일   |
| 100화       | 빨리빨리, 퀵퀵!                    | 2025년 5월 14일  |
| 101화       | 부끄러워 죽겠어                    | 2025년 5월 21일  |
| 102화       | 고장난 다이노 시티                 | 2025년 5월 28일  |
| 103화       | 다시 돌아온 친구                   | 2025년 6월 4일   |
| 104화       | 이게 다 너 때문이야                | 2025년 6월 11일  |
| 105화       | 낙서로 가득 찬 다이노시티          | 2025년 6월 18일  |
| 106화       | 뿌잉뿌잉, 뀨!                      | 2025년 6월 25일  |
| 107화       | 구두쇠가 되어버린 사람들           | 2025년 7월 2일   |
| 108화       | 소변이 마려워                      | 2025년 7월 9일   |
| 109화       | 포기하고 싶을 때                   | 2025년 7월 16일  |
| 110화       | 꾀병 부리지마                      | 2025년 7월 23일  |
| 111화       | 바뀌어 버린 목소리                 | 2025년 7월 30일  |
| 112화       | 가만히 좀 있어                     | 2025년 7월 30일  |
| 113화       | 걱정돼 죽겠어                      | 2025년 8월 6일   |
| 114화       | 크리스탈의 정체                    | 2025년 8월 13일  |
| 115화       | 비셔스의 힘                        | 2025년 8월 20일  |
| 최종화(116) | 어둠의 베는 정의의 검              | 2025년 8월 27일  |

## 결방 및 편성안내
- 2024년 6월 6일: 현충일의 관계로 인해 결방했다.
- 2024년 8월 1일 ~ 8일: 2024 파리 올림픽의 관계로 인해 결방헀다.
- 2024년 9월 17일: 추석연휴의 관계로 인해 결방했다.
- 2024년 10월 1일: 국군의 날의 임시공휴일에 대한 관계로 인해 결방했다.
- 2025년 1월 29일: 설날연휴의 관계로 인해 결방했다.
- 2025년 7월 30일: 2회 연속 편성했다.